# Cerro Delfín
Der Cerro Delfín (spanisch für Delfinhügel) ist ein Hügel auf der Livingston-Insel im Archipel der Südlichen Shetlandinseln. Auf der Westseite von Kap Shirreff, dem nördlichen Ende der Johannes-Paul-II.-Halbinsel, ragt er südlich des Playa Bahamonde und unmittelbar westlich des Punta La Caverna auf.
Wissenschaftler der 45. Chilenischen Antarktisexpedition (1990–1991) benannten ihn so, weil er aus der Entfernung betrachtet an die  Rückenfinne eines Delfins erinnert.